# رتودیرو
رتودیرو (به انگلیسی: Ratodero) یک منطقهٔ مسکونی در پاکستان است که در ایالت سند واقع شده‌است. رتودیرو ۱۳۸٬۰۰۲ کیلومتر مربع مساحت و ۲۲۴٬۶۶۶ نفر جمعیت دارد.